# Tomás Costa
Tomás Costa (* 30. Januar 1985 in Rosario) ist ein argentinischer ehemaliger Fußballspieler.

## Karriere
Costa begann seine Karriere bei seinem Heimatverein Rosario Central, wo er 2006 in der Ersten Mannschaft debütierte. Mitte 2008 wechselte er für eine Ablösesumme in Höhe von 3,2 Millionen Dollar nach Europa und unterschrieb beim portugiesischen Erstligisten FC Porto. Der rechte Mittelfeldspieler gab sein Debüt in der höchsten portugiesischen Spielklasse am 24. August 2008 gegen Belenenses Lissabon. Er wurde in der 74. Minute für Freddy Alejandro Guarín Vásquez ausgewechselt. Das Spiel wurde 2:0 gewonnen. Weiters kam er in dieser Saison auf neun Champions-League-Einsätze. Der FC Porto wurde Portugiesischer Meister. In der darauffolgenden Saison konnte der Titelerfolg wiederholt, zudem Supercup und Pokal gewonnen werden.
Nach diesen zwei erfolgreichen Jahren in Portugal wechselte der Argentinier im August 2010 leihweise zum CFR Cluj nach Rumänien. Schon in der Winterpause 2010/11 verließ er den Verein wieder, nachdem er nur auf sechs Einsätze gekommen war. Er wechselte leihweise zu CD Universidad Católica in die chilenische Primera División. Mit seinem neuen Klub erreichte er das Finale um die chilenische Meisterschaft, unterlag dort aber CF Universidad de Chile. Im Finalrückspiel wurde er in der ersten Halbzeit vom Platz gestellt.
Mitte 2011 verpflichtete der argentinische Klub CA Colón Costa. War er dort in der Apertura 2011 noch Stammspieler, kam er in der Clausura 2012 kaum noch zum Einsatz. Mitte 2012 wurde er erneut an Universidad Católica ausgeliehen. Dort gewann er in der Torneo Transición 2013 erneut die Vizemeisterschaft. Mitte 2013 nahm ihn Católica fest unter Vertrag.
Am 13. Januar 2016 wurde er beim uruguayischen Erstligisten Club Atlético Peñarol als Neuzugang vorgestellt. Costa unterschrieb einen Vertrag für anderthalb Spielzeiten.
In der Clausura 2016 trug er bei den „Aurinegros“ mit einem Treffer bei sieben Erstligaeinsätzen zum Gewinn des Landesmeistertitels am Saisonende bei. Zudem bestritt er sechs Partien (kein Tor) der Copa Libertadores 2016. In der Saison 2016 bestritt er acht Erstligaspiele (kein Tor) und zwei Begegnungen (kein Tor) in der Copa Sudamericana 2016.

## Erfolge
- Portugiesischer Meister 2009, 2010
- Portugiesischer Pokalsieger 2009
- Portugiesischer Supercupsieger 2009, 2010
- Uruguayischer Meister: 2015/16